# 키티파티
키티파티(Citipati)는 중생대 백악기 후기(약 8,000만년 전~7,500만년 전), 오늘날 아시아 몽골 부근에서 서식한 육식공룡이다. 전체 몸 길이는 약3m, 체중은 80kg~100kg정도 되었을 것으로 추정된다.특히 키티파티의 꼬리는 공작새처럼 펼수 있었다고 한다.또 육식공룡 인데도 부리를 가지고 있었다고 한다.

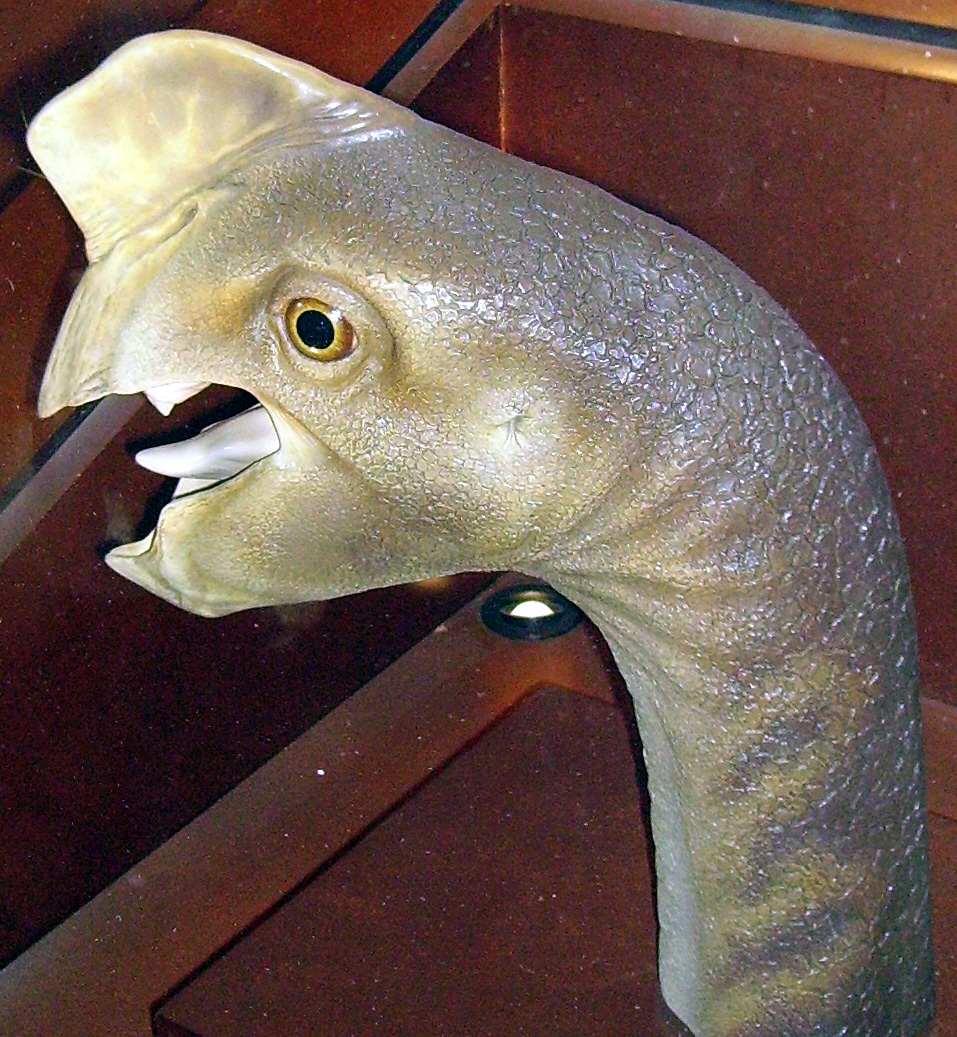
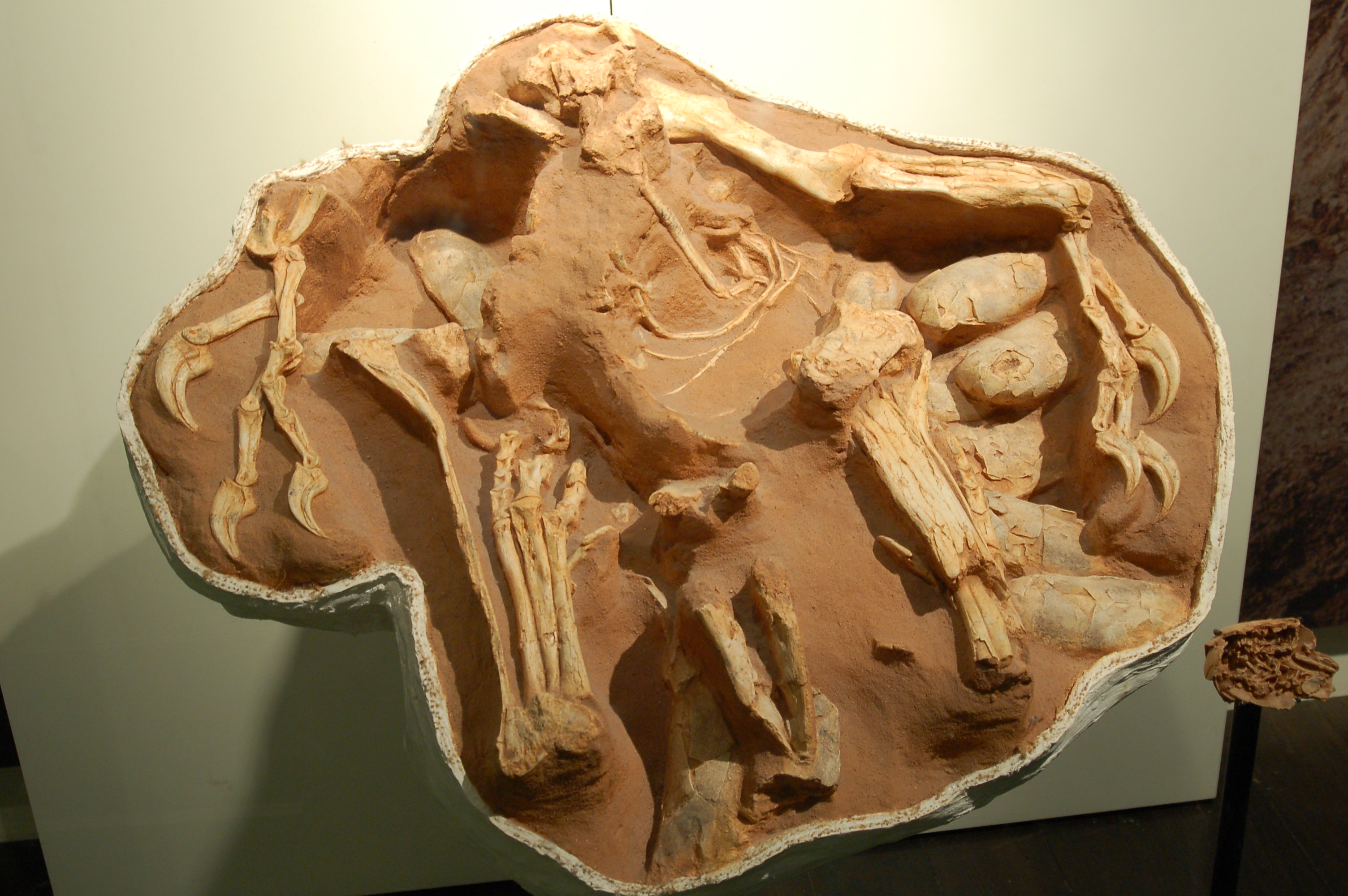
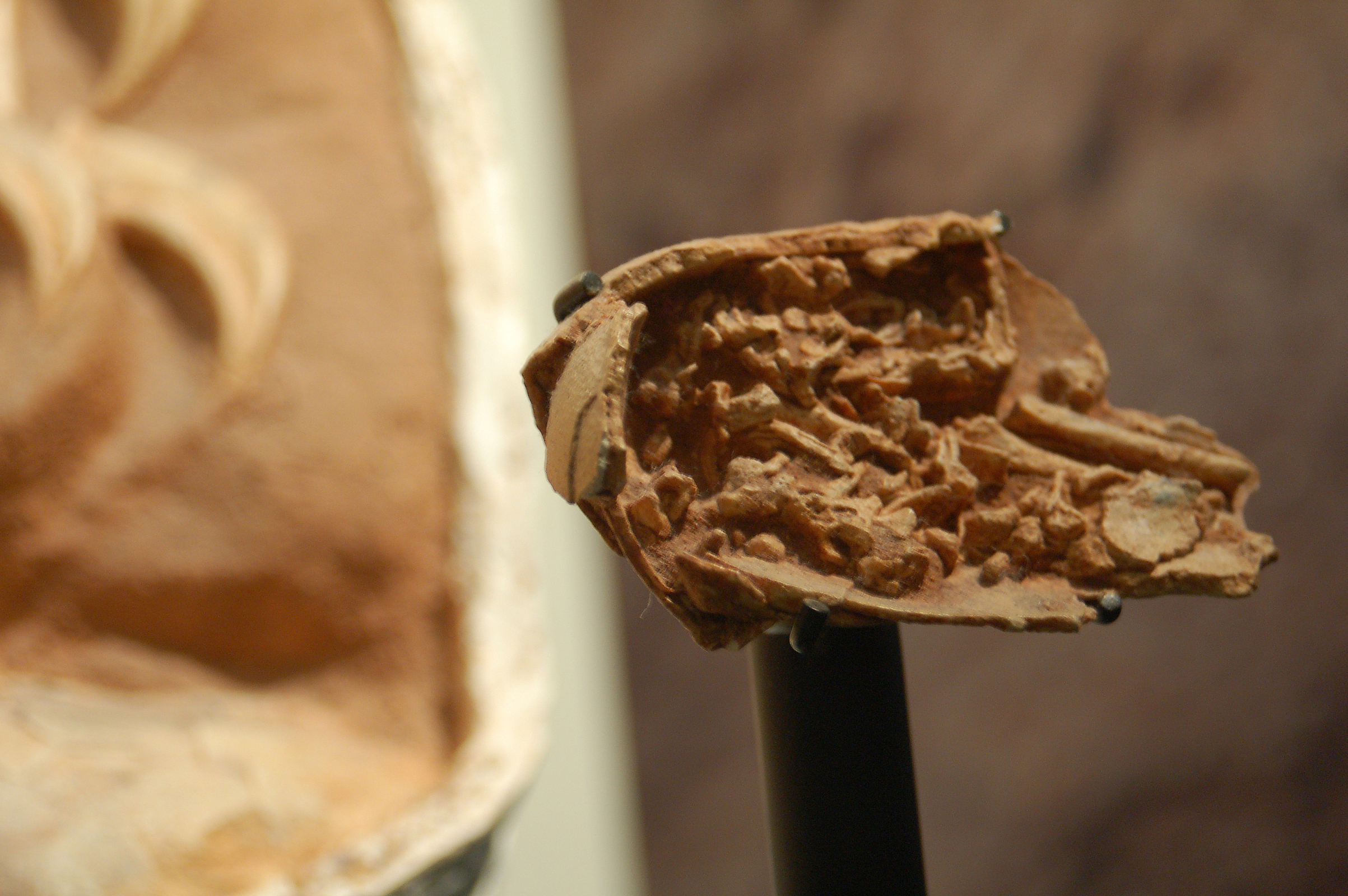